# Land van Aalst

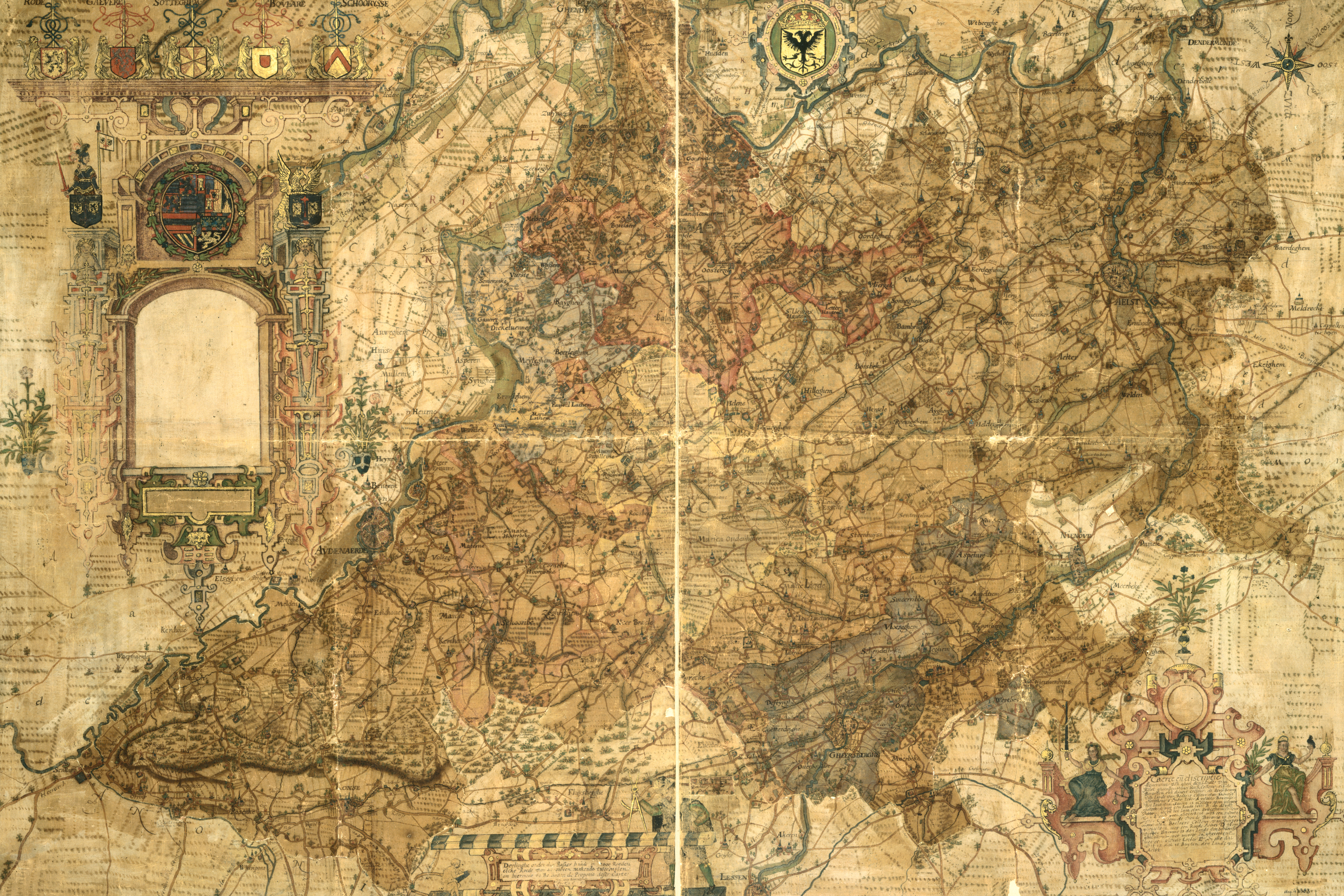
Land Van Aalst door Jacques Horenbault in 1596

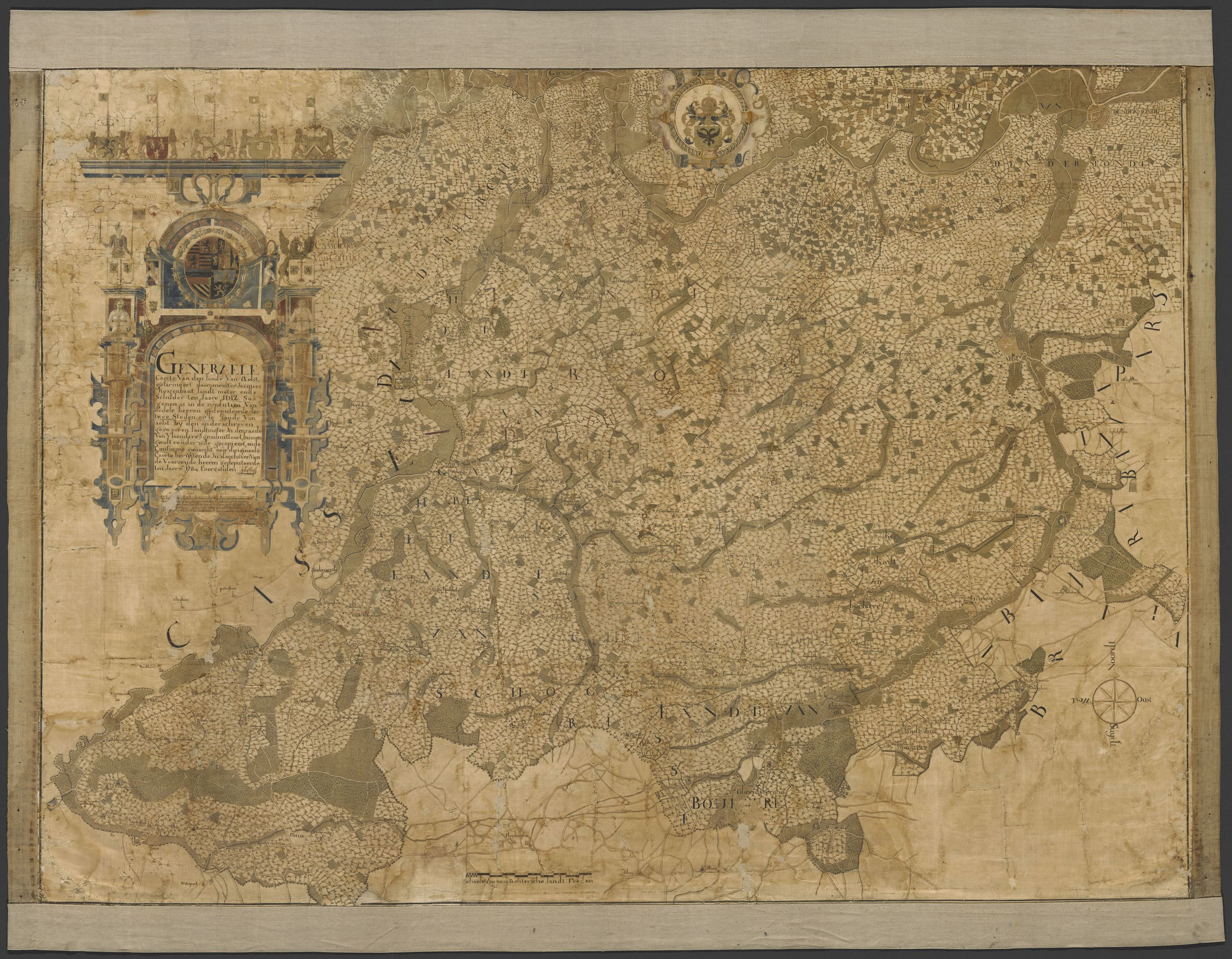
Land Van Aalst door Leclerc in 1784

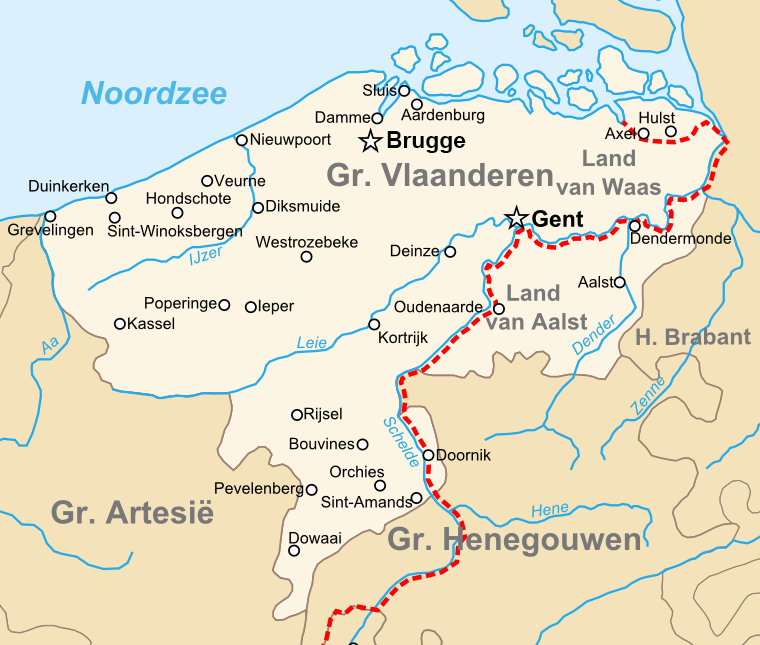
Het Land van Aalst, het deel van het graafschap Vlaanderen dat als Rijks-Vlaanderen deel was van het Heilige Roomse Rijk in leen van de Duitse keizer

Het Land van Aalst is een landstreek rond de stad Aalst in België. Van 1046 tot 1164 was het een graafschap.

## Ontstaan en ontwikkeling
Met het verdrag van Verdun in 843 en het uiteenvallen van het Frankische Rijk van Karel de Grote, vormde de Schelde vanaf 925 de grens tussen het Franse en het Duitse Rijk: Het gebied ten oosten van de Schelde kwam onder het gezag van de Duitse keizer, Lotharius I, terwijl het andere viel onder de soevereiniteit van de Franse koning, Karel de Kale. Vóór de 11e eeuw was het land tussen Dender en Schelde een deel van het hertogdom Brabant (Brabantgouw), een land afhankelijk van het Heilige Roomse Rijk.
Om de Schelde als westgrens te beschermen, stichtte keizer Otto II (973-983) drie belangrijke versterkingen langs de rechteroever van de rivier: 
- markgraafschap Antwerpen
- markgraafschap Valencijn
- markgraafschap Ename

Elk van deze drie was de hoofdplaats van een markgraafschap, een strategisch gelegen grensprovincie die de verdediging van de rijksgrens moest verzekeren.
Het markgraafschap Ename strekte zich uit tussen de Schelde in het Noorden en het Westen, de Dender in het Oosten en de Hene in het Zuiden. In de noordelijke helft ervan, met de steden Aalst, Oudenaarde en Geraardsbergen, was de taal Germaans, in de zuidelijke helft, met de steden Aat (Ath), Leuze en Chièvres, Romaans.
Uit de verbrokkeling van het West-Frankische rijk ontstond het graafschap Vlaanderen. Gesteund door een aantal aanzienlijke families uit de Scheldevallei, de huizen van Petegem, Oudenaarde en Eine, wist Boudewijn IV van Vlaanderen in 1033 Ename aan de overzijde van de Schelde te veroveren, maar de Duitse keizer wilde hem de mark evenwel niet toekennen. Toen Boudewijn V van Vlaanderen zich aansloot bij de opstand van Godfried II van Lotharingen, werd hem de mark Valencijn ontnomen, waarop hij in 1046 Ename opnieuw bezette. Nadat graaf Boudewijn V van Vlaanderen in 1046 de burcht van Ename wist in te nemen en de rechter Schelde-oever met het markgraafschap had veroverd, werd de zuidelijke, Romaanse helft aan de graaf van Henegouwen afgestaan, in ruil voor een deel van Vlaams-Brabant. Kort na 1056 werd Rijks-Vlaanderen, het noordwestelijke deel tussen Schelde en Dender, door de Duitse keizer toegewezen aan de graven van Vlaanderen. Rijks-Vlaanderen is evenwel niet te verwarren met Kroon-Vlaanderen, dat ten westen van de Schelde lag en in leen werd gehouden van de Franse koningen. Het graafschap Vlaanderen palmde in 1046 dus het gebied tussen de Schelde en de Dender in (Rijks-Vlaanderen). Om de westgrenzen van zijn rijk te beschermen, richtte de Duitse keizer Otto II (973-983) drie belangrijke versterkingen op langs de rechteroever van de Schelde. Samen met Antwerpen en Valenciennes, werd Ename in 974 gesticht als hoofdplaats van de Mark Ename.
De nieuwe heerser verplaatste daarop het centrum van Ename naar Aalst, aan de nieuwe oostgrens van Vlaanderen. Hij bouwde er een burcht en vertrouwde het beheer van het zo tot burggraafschap Aalst omgevormde gebied toe aan een zekere Rudolf, uit een familie die zich van Gent liet noemen.
Het is waarschijnlijk kort nadien dat Rudolfs nazaten het zwaard in hun banier gingen voeren, op een moment dat veel edele huizen in westelijk Europa zich een blijvend symbool begonnen te kiezen.
Met de dood van Dirk het kind omstreeks 1164 kwam een voortijdig einde aan het geslacht der graven van Aalst. Hierdoor werd het leencontract verbroken, en verviel het burggraafschap terug aan de graven van Vlaanderen, waardoor het elke feitelijke betekenis verloor. Het werd omgevormd tot een kasselrij van het graafschap Vlaanderen.
Het Land van Aalst was het deel van het graafschap Vlaanderen (de Vlaamse graaf zelf was een leenplichtige van de Franse koning) dat als Rijks-Vlaanderen deel uitmaakte van het Heilige Roomse Rijk en dus in leen werd gehouden van de Duitse keizer. Deze dubbele afhankelijkheid bleef bestaan in het aparte statuut van het Land van Aalst binnen het graafschap Vlaanderen.
Het Steen, de grafelijke burcht van Aalst, werd toevertrouwd aan een plaatselijk adellijk geslacht, de heren van Poppenrode, die de naam van Aelst aannamen. Door het huwelijk van een erfdochter met Johan Tollins ging het burggraafschap op deze laatste over. Zijn dochter Josina Tollings trouwde omstreeks 1500 met ridder Jan van Immerseel, wiens familie de titel van burggraaf van Aalst behield tot aan de Franse Revolutie.

## Bestuur

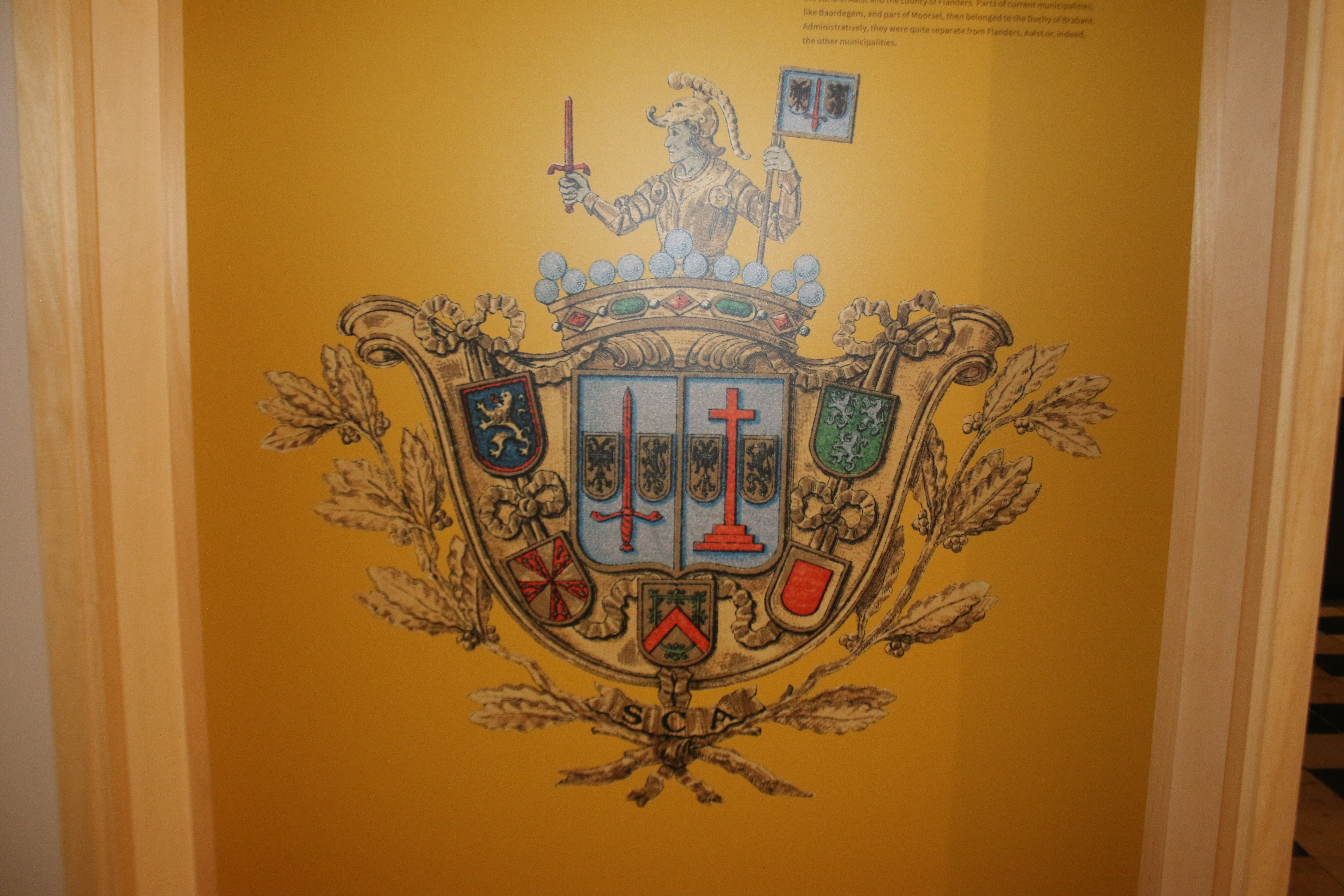
Wapenschild Land van Aalst

In 1209 was de burggraaf als bestuurder echter reeds vervangen door een grafelijke hoogbaljuw en werd zijn functie sedertdien zuiver ceremonieel.
Het was voortaan de hoogbaljuw, voorzitter van het Leenhof, die waakte over het naleven van de wetten en het bestraffen van misdadigers. De Vlaamse graaf, als feodale heer, behield zijn leenhof Ten Steene, in diezelfde stad. 
Het bestuurscollege van het Land van Aalst gaat terug tot 1321-1325. Het bestuur van het Land van Aalst gebeurde door een hoofdcollege, dat tot 1759 voornamelijk -administratief bedrijvig was en zetelde in het Landhuis op de Grote Markt. Het bestond uit negen afgevaardigden:
- de twee burgemeesters en van de zogenaamde Twee Steden, Aalst en Geraardsbergen
- de twee eerste schepenen van de zogenaamde Twee Steden, Aalst en Geraardsbergen
- de vijf baljuws van de Vijf Baronieën, Boelare, Gavere, Rode, Schorisse en Zottegem

De gedeputeerden stonden in voor het welzijn, het algemeen en het particulier belang van de inwoners van het Land van Aalst, leveringen en diensten voor legers, rechtspraak inzake jachtovertredingen (in zekere zin valt hun functie te vergelijken met iets wat het midden houdt tussen een huidige provincie en een intercommunale).

## Terlinden
Gedurende de tweede helft van de zeventiende eeuw en de hele achttiende eeuw werd het ambt van algemeen ontvanger ten dienste van de centrale overheid, voor de steden Aalst en Geraardsbergen en voor het Land van Aalst, uitgeoefend door leden van de toen recent geadelde familie Terlinden:
- Cornelius Terlinden (ca.1610? - 1691),  schepen van Aalst, eerste Terlinden die in de adelstand werd opgenomen (11 november 1676), x Martine Boële.
- Charles-François Terlinden (1647-1714), x Barbe le Mire (1688-1739).
- François-Antoine Terlinden (1704-1765), schepen van Aalst, x Françoise de Castaneda y Terran (1706-1746).
- Jacques-Emmanuel Terlinden (1746-1813), x 1773 Marie-Cornelie Beeckman (1751-1818), met dertien kinderen. Hij was schepen van Aalst, stalmeester, heer van Uitbergen en eigenaar van het kasteel en domein van Uitbergen, via zijn vrouw. Jacques koos de zijde van de Brabantse Omwenteling en rustte op zijn kosten een compagnie infanteristen uit, die werd geleid door zijn twee oudste zonen, Jacques en Maximilien. Hij onderging de afschaffing van de adellijke status.

## Omschrijving van het Land van Aalst
Het Land van Aalst omvatte:
- A. De Twee Steden:
  - Aalst
  - Geraardsbergen
- B. Ronse

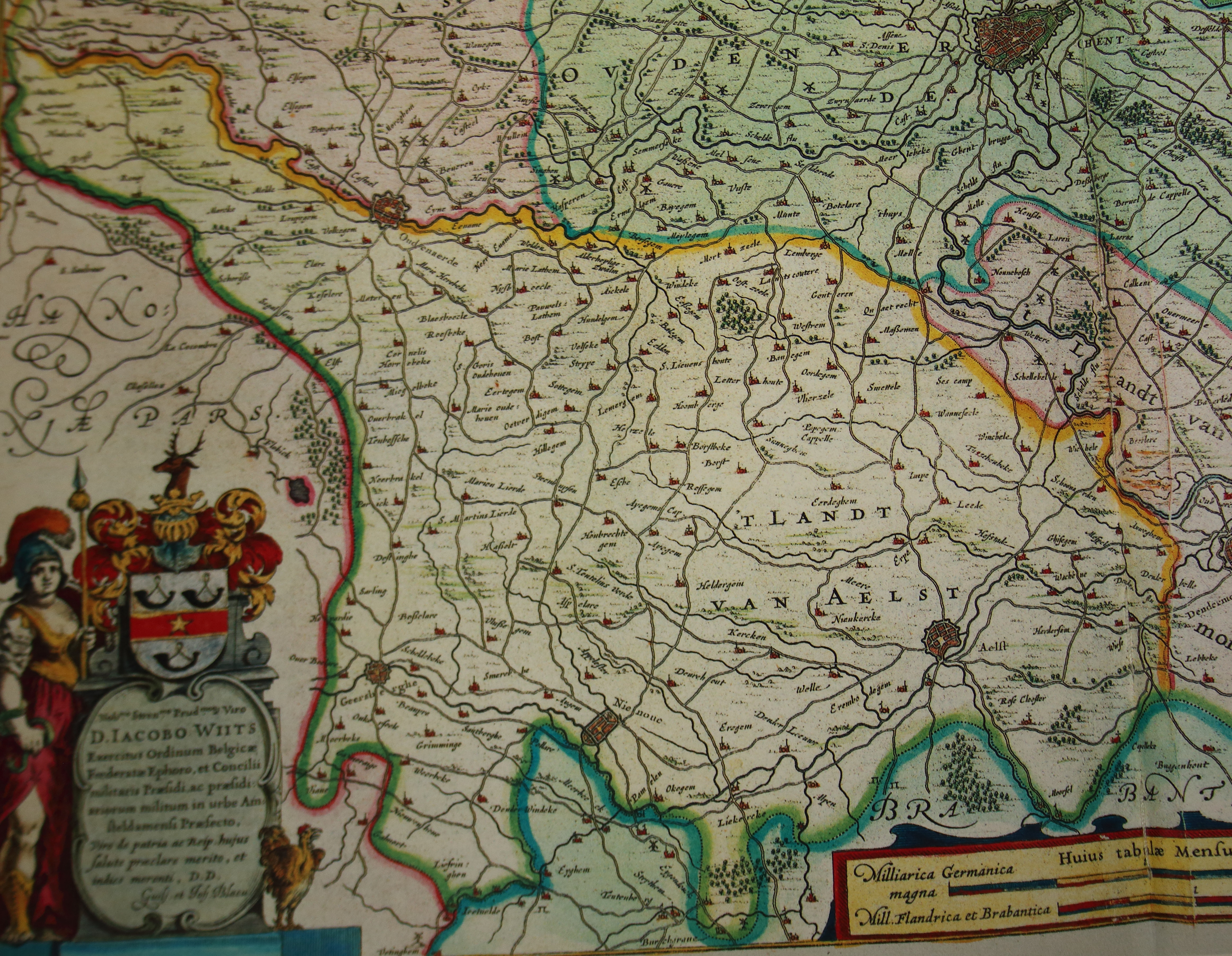
Land van Aalst in 1665 door Joan Blaeu

- C. De baronie van Boelare die bestond uit:
  - de negen dorpen waar de baron alle heerlijkheidsrechten had: 
    - Goeferdinge
    - Idegem
    - Nederboelare
    - Nieuwenhove
    - Onkerzele
    - Overboelare
    - Smeerebbe
    - Vloerzegem
    - Waarbeke

  - de vier parochies waar de baron dorpsheer was: 
    - Aspelare
    - Deftinge
    - Nederhasselt
    - Schendelbeke

  - de zes parochies waar de baron bepaalde heerlijke rechten bezat:
    - Oombergen
    - Ophasselt
    - Outer
    - Parike
    - Sint-Lievens-Esse
    - Zandbergen
- D. De baronie van Gavere die de elf parochies omvatte:
  - Baaigem
  - Dikkelvenne
  - Gavere
  - Hermelgem
  - Meilegem
  - Nederzwalm
  - Paulatem
  - Semmerzake
  - Sint-Maria-Latem
  - Vurste
  - Wassene (een verdwenen parochie op het grondgebied Vurste)
- E. De baronie van Rode samengesteld uit de parochies:
  - Balegem
  - Bavegem
  - Beerlegem
  - Bottelare
  - Gentbrugge
  - Gijzenzele
  - Gontrode
  - Landskouter
  - Letterhoutem
  - Melle
  - Melsen
  - Moortsele
  - Munte
  - Oosterzele
  - Schelderode
  - Scheldewindeke
  - Vlierzele
- F. De baronie van Schorisse die bestond uit de parochies:
  - Mater
  - Rozebeke
  - Schorisse
  - Sint-Blasius-Boekel
  - Sint-Kornelis-Horebeke
  - Sint-Maria-Horebeke
  - Welden
  - Zegelsem
  - een klein landelijk deel van Elst
- G. De baronie van Zottegem die bestond uit de parochies:
  - Erwetegem
  - Godveerdegem
  - Grotenberge
  - Michelbeke
  - Roborst
  - Sint-Goriks-Oudenhove
  - Sint-Maria-Oudenhove
  - Strijpen
  - Velzeke
  - Wassenhove (te Grotenberge)
  - Zottegem
- H. 's Graven propre (in de betekenis van eigen) dorpen, waar de graaf van Vlaanderen dorpsheer was: 
  - Bambrugge
  - Burst
  - Cottem (te Oombergen)
  - Erembodegem
  - Hofstade (Aalst)
  - Iddergem
  - Impe
  - Lede
  - Lemberge
  - Merelbeke
  - Mespelare
  - Moorsel
  - Nieuwerkerken
  - Okegem
  - Serskamp
  - Sint-Antelinks
  - Teralfene
  - Welle
  - Wichelen
  - Woubrechtegem
  - Zonnegem
- I. De zogenaamde serveplaatsen, met een eigen heer, maar waar de graaf bepaalde heerlijke rechten bezat: 
  - Appelterre
  - Denderwindeke
  - Eichem
  - Gijzegem
  - Lieferinge
  - Munkzwalm
  - Neigem
  - Pollare
  - Sint-Lievens-Houtem
  - Wieze
- J. De parochies met een eigen dorpsheer: Aaigem, Amengijs, Berchem, Borchtlombeek, Borsbeke, Denderhoutem, Denderleeuw, Dikkele, Edelare, Elene, Elst, Ename, Erondegem, Erpe, Etikhove, Grimminge, Haaltert, Heldergem, Hemelveerdegem, Herdersem, Herzele, Hillegem, Hundelgem, Kerkem, Kerksken, Kwaremont, Leeuwergem, Leupegem, Liedekerke, Maarke, Massemen, Melden, Mere, Moerbeke, Nederbrakel, Nederename, Nukerke, Oordegem, Opbrakel, Orroir, Ottergem, Ressegem, Ronse, Rozenaken, Ruien, Sint-Denijs-Boekel, Sint-Maria-Lierde, Smetlede, Viane, Vlekkem, Volkegem, Voorde, Welden, Westrem, Wijlegem, Zarlardinge en Zulzeke.

Everbeek komt in deze opsomming niet voor, omdat het tot aan de vastlegging van de taalgrens in 1963 tot Henegouwen behoorde.

## Historische kaarten van het Land van Aalst
Tijdens het ancien régime werd het Land van Aalst meerdere keren in kaart gebracht.
Volgende historische kaarten zijn tot nu toe bekend:
- Horenbaultkaart gemaakt door Jacques Horenbault in 1596 en een verloren gegane kopie uit 1612,
- Kaart van het Land van Aalst gemaakt door Philips De Dijn in 1626,
- Sanderuskaart, gemaakt door Antonius Sanderus,
- kaart van Joan Blaeu uit 1665,
- kaart toegeschreven aan Jules-Louis Bolé de Chamlay uit 1678,
- Villaretkaart, gemaakt door Franse cartografen, waaronder Jean Villaret tussen 1745 en 1748,
- Ferrariskaarten, gemaakt door Oostenrijkse cartografen tussen 1771 en 1778,
- kaart van het Land van Aalst, gemaakt door Jacob Josef Lecler in 1784,
- kaart van het Land van Aalst, gemaakt door Jan Baptiste Vander Massen in 1787.

Aalst · Belle · Bergues · Beveren · Bourbourg · Bornem · het Brugse Vrije · Dendermonde · Doel · Doornik · Douai ·
 Gent · Ieper · Kassel · Ketenisse · Kortrijk · Oudenaarde · Rijsel · Saeftinghe · Veurne · de Vier Ambachten · Waas